# 160 (Flugzeug)
Die 160 war ein in den 1950er Jahren entwickeltes deutsches Passagierflugzeug mit Turbinenluftstrahltriebwerken. Sie war das einzige Langstreckenprojekt des Flugzeugbaus in der Deutschen Demokratischen Republik. Das vom VEB Flugzeugwerke Dresden (FWD) entwickelte Projekt wurde frühzeitig abgebrochen.

## Geschichte
Neben der Lizenzproduktion der Il-14 und der Entwicklung der 152 beschäftigte sich das Flugzeugwerk im Dresdner Stadtteil Klotzsche bereits frühzeitig mit der Entwicklung von Nachfolgemustern. Aus der Analyse des internationalen Luftverkehrs wurde die Notwendigkeit eines Langstreckenflugzeugs abgeleitet. Auch angesichts der Existenz der Tu-104 wurde eine Parallelentwicklung als lohnend angesehen, da bekannt war, dass dieses Flugzeug aus einem militärischen Muster hervorgegangen und deshalb wahrscheinlich mit Kompromissen belastet war. Die 160 war das größte und anspruchsvollste der im Plan der Luftfahrtindustrie vom 12. Juli 1955 aufgeführten Projekte. Es wurde in einem frühen Stadium abgebrochen. Eine detaillierte Konstruktion erfolgte nicht mehr.

## Konstruktion
Die 160 war als vierstrahliger freitragender Tiefdecker mit einziehbarem Dreibeinfahrwerk mit Bugrad geplant. Die Hauptfahrwerke sollten je vier Räder erhalten. Für das Flugzeug war eine Druckkabine vorgesehen. Die Triebwerksanordnung war ungewöhnlich: je zwei Triebwerke sollten seitlich an der Rumpfunterseite vor und hinter den Tragflächen angebracht werden. Dies hätte zu einer erheblichen Lärmbelastung geführt. Die Tragflächen waren gepfeilt, wobei die Pfeilung am Innen- stärker als am Außenflügel war. Die Triebwerke sollten einen Standschub von je 49–59 kN aufweisen, ein konkreter Triebwerkstyp war noch nicht bestimmt.

## Technische Daten
| Kenngröße             | Daten                  |
| --------------------- | ---------------------- |
| Besatzung             | 6                      |
| Passagiere            | 80–118                 |
| Länge                 | 42,64 m                |
| Spannweite            | 35,40 m                |
| Höhe                  |                        |
| Flügelfläche          | 266 m²                 |
| max. Startmasse       | 80.000 kg              |
| Höchstgeschwindigkeit | 1000 km/h              |
| Dienstgipfelhöhe      | 12.000 m               |
| Reichweite            | 2900–3200 km           |
| Triebwerke            | vier TL mit je 6000 kp |